# Pierre Michel Feron
Pierre Michel Feron, född 31 maj 1801 i Maubeuge, Frankrike, död 26 oktober 1841 i Stockholm, var en violinist vid Kungliga hovkapellet.

## Biografi
Pierre Michel Feron föddes 31 maj 1801 i Maubeuge, Frankrike. Han anställdes 1 juli 1827 som violinist vid Kungliga hovkapellet i Stockholm. Feron gifte sig 8 december 1832 med Katarina Charlotta Broström. Han avled 26 oktober 1841 i Stockholm.